# Aprikoshätta
Aprikoshätta (Mycena leptophylla) är en svampart som tillhör divisionen basidiesvampar, och som först beskrevs av Peck, och fick sitt nu gällande namn av Pier Andrea Saccardo. Aprikoshätta ingår i släktet Mycena, och familjen Favolaschiaceae. Arten är reproducerande i Sverige.